# Анталкід
Анталкід (дав.-гр. ᾽Ανταλκίδας) — спартанський військовий діяч 4 століття до н. е.

## Біографія
Анталкід був відомий своїм хитрим та зухвалий характером. Відправлений спартанцями в 393 до н. е. в Малу Азію до перському сатрапа Тірібаза, він повинен був через посередництво останнього вмовити перського царя, щоб той перестав допомагати афінянам у війні їх проти спартанців (див. Коринфська війна). Афіняни і їх союзники також відправили послів до Персії. Артаксеркс II Мнемон відхилив спершу пропозиції Анталкіда, але пізніше афіняни роздратували царя, надавши допомогу Евагору Кіпрському.
Тоді Анталкіду вдалося досягти того, що перський цар обіцяв надати спартанцям допомогу, якщо афіняни і їх союзники не погодяться на мирні пропозиції. Оскільки на той час всі грецькі держави були знесилені довготривалою війною, то й відбувся у 387 до н. е., так званий, Анталкідів мир, за яким, між іншим, еллінські держави, за винятком островів Лемнос, Скірос та Імброс, оголошені були незалежними один від одного; грецькі міста в Азії ганебно передані персам, і кожен, хто не прийняв би умови цього миру, мав бути оголошеним ворогом всіх інших сторін договору. Цей мир дав спартанцям можливість знову встановити на материку свою гегемонію. Пізніше Анталкід внаслідок того, що перський цар обійшовся з ним дуже зневажливо, з досади заморив себе голодом